# La vergine d'Argos
La vergine d'Argos (La Vierge d'Argos) è un cortometraggio muto del 1911 diretto da Louis Feuillade.

## Produzione
Il film fu prodotto dalla Société des Etablissements L. Gaumont.

## Distribuzione
Distribuito dalla Société des Etablissements L. Gaumont, uscì nelle sale cinematografiche francesi il 6 ottobre 1911.
La Kleine Optical Company lo distribuì negli Stati Uniti, dove uscì il 23 dicembre 1911 con il titolo The Maid of Argos